# マナナンガル

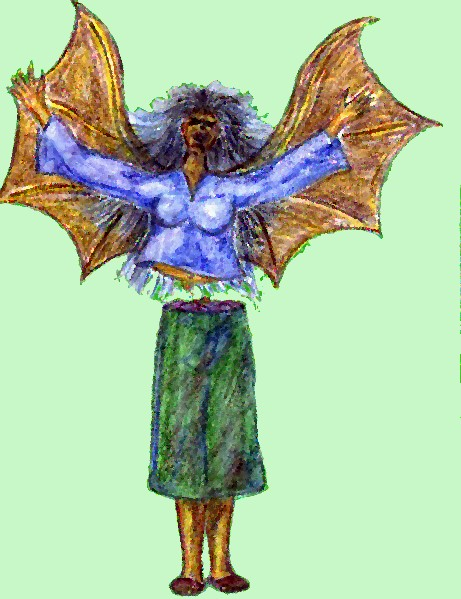
マナナンガル

マナナンガル（Manananggal）は、フィリピンのシキホル島に伝わる魔女。
昼間は人間の姿をしており、マナナンガルである事を見抜くのは非常に困難である。自分がマナナンガルである事を自覚していない場合もある。夜になると下半身を切り離し、背中に蝙蝠の翼を生やして空を飛ぶ。そして人間を襲い血を吸うとされる。
退治するには分離している間に下半身を隠すと良いとされ、太陽が昇るまでに元通りに合体出来なければ、陽の光を浴びて死ぬと言われる。